# Kanton Castelnau-Rivière-Basse
Kanton Castelnau-Rivière-Basse (francouzsky Canton de Castelnau-Rivière-Basse) je francouzský kanton v departementu Hautes-Pyrénées v regionu Midi-Pyrénées. Tvoří ho osm obcí.

## Obce kantonu
- Castelnau-Rivière-Basse
- Hagedet
- Hères
- Lascazères
- Madiran
- Saint-Lanne
- Soublecause
- Villefranque